# Huelga general de noviembre de 1922
La huelga general de noviembre de 1922 en la ciudad de Guayaquil, Ecuador, fue una huelga general convocada dentro de las manifestaciones iniciadas los primeros días de noviembre. La huelga tuvo un relativamente rápido seguimiento de otras organizaciones de trabajadores de la ciudad pese a su aparente improvisación. La huelga toma la ciudad el 13 de noviembre y acabó en una masacre el 15 de noviembre del mismo año. 
Estos sucesos tendrían diferentes versiones puestas en discusión la dificultad de tener registros fidedignos de lo dicho y motivos ideológicos. El movimiento sindical ecuatoriano consideró el 15 de noviembre como fecha conmemorativa.

## Antecedentes
En el año 1922 Ecuador atravesaba una crisis económica producto del brusco descenso del precio internacional del cacao, que en la época era el principal rubro de exportación del país y se producía en la Costa. El encarecimiento del costo de la vida por la falta de divisas (falta de dinero circulante por caída de las exportaciones), y la posterior devaluación de la moneda frente al dólar (impresión de dinero por parte del Estado para aumentar el circulante) que produjo inflación, trajo descontento entre la población que veía reducir el poder adquisitivo de sus ingresos y salarios. El presidente era José Luis Tamayo, electo para el periodo 1920-1924.
El mismo año se había fundado en Guayaquil la Federación Regional de Trabajadores del Ecuador (FRTE), una pequeña organización sincrética e ideológicamente en algún punto entre el sindicalismo revolucionario, el anarcosindicalismo y el bolchevismo. Su nicho principal eran los trabajadores cacaoteros. La FRTE se desmarcaba del entonces mayoritario movimiento obrero organizado en la Confederación Obrera del Guayas (COG) en torno al gobernante Partido Liberal heredero de la revolución alfarista, tampoco estaba asociado a la Federación Regional de Obreros del Ecuador que agrupaba a los sindicatos socialistas-marxistas.

## Cronología de los hechos

### Octubre de 1922
El conflicto comenzó a raíz de un reclamo por atrasos en los sueldos  a los trabajadores ferroviarios en la base de Durán, cuyo número era el más importante del país ya que en esa empresa trabajaban alrededor de 1250 trabajadores. Para ese tiempo el movimiento comercial en ese cantón era alto, ya que estaba operando en Durán el aeropuerto (de avionetas) "El Cóndor", los trenes con sus casi cinco frecuencias, la navegación incesante entre vapores, lanchas, balandras, canoas, ferris, y barcos de gran calado que atracaban directamente con abundante carga venidas desde el extranjero para ser transportada por vía férrea hasta la capital Quito.
A criterio de los trabajadores durandeños del ferrocarril, los propietarios de la empresa administradora del ferrocarril sí estaba recibiendo ganancias y no había motivo para que sus sueldos sean pagados con meses de retraso. Esto motivó reuniones clasistas las que siempre terminaban con la amenaza de paralizar sus labores y por ende los viajes en los trenes; fue así que se inició el reclamo y la huelga de los trabajadores ferroviarios de la Guayaquil and Quito Railway Company.

### Primeros días de noviembre
Otros dirigentes de Guayaquil, entre artesanos, vendedores,  trabajadores de los carros urbanos de la ciudad paralizan sus actividades el 7 de noviembre, posteriormente los de la empresa eléctrica también se suman a los reclamos y reivindicaciones como el cumplimiento de las 8 horas de trabajo, mejora salarial, aviso en caso de despido con 30 días de anticipación, etc. 
El movimiento huelguístico se fue extendiendo. Contó con el respaldo de un pequeño sector empresarial antigubernamental y grupos influyentes interesados en derrocar al presidente Tamayo, así también fue ganándose una importante simpatía de la población que más que como una reivindicación obrera (la mayoría de trabajadores en Guayaquil no eran obreros/empleados sino artesanos/autónomos) vieron al movimiento como una protesta contra el gobierno de turno (el partido gobernante era el mismo desde 1895). La jornada de huelga no fue especialmente violenta, no se reportaron enfrentamientos o desmanes significativos. Sin embargo los sindicalistas dejaron sin agua, sin alumbrado y sin transporte público a la ciudad.

### Huelga general
La huelga se vuelve total el 13 de noviembre, la ciudad se paraliza y los mercados quedan desabastecidos. La FTRE se hace con el control del casco urbano de la ciudad, asumiendo las funciones de seguridad policial, aunque no forzaron la retirada de la fuerza pública.
A las dos de la tarde del martes 14 de noviembre de 1922, más de treinta mil huelguistas desfilaron hacia la Gobernación del Guayas, y le entregaron a Jorge Pareja, el gobernador, un manifiesto con sus peticiones. Los huelguistas de la FRTE determinaron un plazo de 24 horas para la respuesta del presidente José Luis Tamayo. El presidente ordenó el reingreso en la ciudad de la policía, indicando al General Barriga, Comandante de la Zona de Guayaquil, mediante un telegrama: "Espero que mañana a las seis de la tarde me informará que ha vuelto la tranquilidad a Guayaquil, cueste lo que cueste, para lo cual queda usted autorizado".

### Masacre de obreros del 15 de noviembre
El día 15 se realizaron dos masivos mítines de huelguistas, en diferentes puntos de la ciudad, se exigía, además, la libertad de sus compañeros detenidos en Durán. El reingreso de la fuerza pública al centro de la ciudad al mando del Gral. Enrique Barriga, Jefe de Zona de Guayaquil, tenía como consigna detener el levantamiento a cualquier precio. Elías Muñoz en el libro El 15 de noviembre de 1922. Su importancia histórica y sus proyecciones, publicado en 1978, estimó que 30.000 personas asistieron a la manifestación convocada por la Gran Asamblea de Trabajadores de Empleados de la Empresa de Luz y Fuerza Eléctrica; cantidad que desde entonces suele usarse para hablar de estos acontecimientos.
De pronto, luego de escuchar las arengas de los sindicalistas, grupos de manifestantes entre los que se habían mezclado delincuentes y militantes inspirados por las noticias de la Revolución rusa intentaron desarmar a las fuerzas policiales, apostadas por precaución en diversos lugares de la ciudad.
Vinieron luego las incitaciones para asaltar los almacenes y en la Avenida 9 de Octubre se inició, según unas versiones, un desenfrenado saqueo que obligó a la policía a realizar disparos al aire, primero, y luego al cuerpo de los asaltantes. Según otra versión los disparos se ordenaron porque  la marcha sindical no cedía. 
El poeta e historiador Alejo Capelo, testigo de los hechos y simpatizante de la huelga, aseveró que personas de clase social alta se unieron a los militares y dispararon contra los huelguistas desde sus casas. Luego de perpetrada la masacre, según relató Capelo, las mismas personas de clase alta aplaudieron a los militares mientras recorrían las calles aún ensangrentadas.
Policías y militares del ejército ecuatoriano tomaron el control de la situación y fueron asesinadas un número indeterminado de personas (los cálculos varían de entre unas 90 a 900 según distintas estimaciones). Según un relato, de cuestionada veracidad pero ampliamente difundido, los cuerpos habrían sido arrojados al río Guayas, para que sirvieran de escarmiento a los alzados. Otro relato afirma que los cuerpos fueron enterrados en una fosa común del Cementerio General de Guayaquil, la fosa no ha podido ser encontrada.
Los pobladores de las calles de Guayaquil donde se produjeron los saqueos y que demandaban mano dura para controlar los desmanes callaron al ver la magnitud de la represión, lo que obligó al general Enrique Barriga, responsable del operativo policial, a declarar “Yo soy el único responsable de esos sucesos”.

## Discusión sobre las versiones

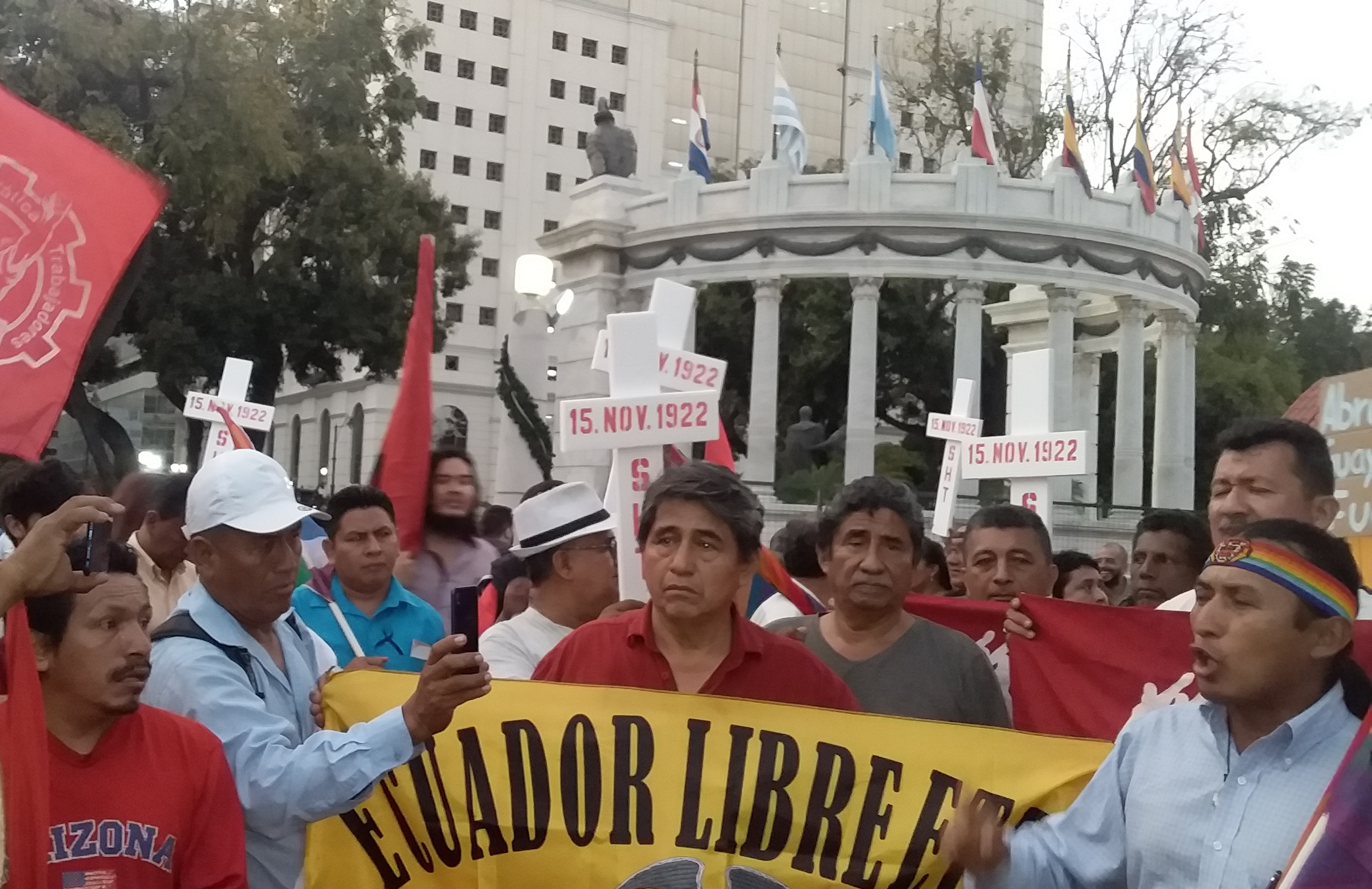
Final de la Marcha del 15 de noviembre de 2019 en homenaje a los hechos de la huelga general.

La obra literaria Las cruces sobre el agua, una novela del género literario del realismo socialista, ha sido considerada como una versión de los hechos acontecidos en la huelga general. 
Sin embargo, el historiador ecuatoriano Efrén Avilés Pino manifestó:

Varios años después, los escritores de izquierda y de manera especial Joaquín Gallegos Lara con su novela “Las Cruces Sobre el Agua”, satanizaron los hechos llevándolos a extremos de fantasía increíbles. Gallegos dice que los soldados las abrían el vientre a los muertos, con sus bayonetas, y luego los tiraban al río para que no refloten.

Por su parte, Oscar Efrén Reyes, en su Historia del Ecuador, dice: “Las masas fueron rodeadas y los soldados realizaron una espantosa carnicería en las calles, en las plazas y dentro de las casas y almacenes. La matanza no terminó sino a avanzadas horas de la tarde. Cuantos grupos pudieron se salvaron solamente gracias a una fuga veloz. Luego, en la noche, numerosos camiones y carretas se dedicaron a recoger los cadáveres y echarlos a la ría”.

Fantasías las de Gallegos Lara, las de Reyes, y las de todos aquellos que con sus escritos desorientaron inclusive a la historia.